# Huize "De drie gevels"
Huize “De drie gevels” is een hoorspel naar het verhaal The Adventure of the Three Gables (1926) van Sir Arthur Conan Doyle. Thomas Ulrich bewerkte het en de AVRO zond het uit op dinsdag 26 maart 1974, van 20:30 uur tot 20:54 uur. De regisseur was Jacques Besançon.

## Rolbezetting
- Eric Schneider (Sherlock Holmes)
- Johan Sirag (Watson)
- Paul Brandenburg (Steve Dixie)
- Jeanne Verstraete (Mary Maberley)
- Trudy Libosan (Susan)
- Hein Boele (inspecteur Lestrade)
- Dore Smit (Isadora Klein)

## Inhoud
Sherlock Holmes en zijn vriend en collega Dr. John Watson hebben van een bejaarde vrouw een bericht ontvangen: een mysterieuze koper doet haar het vreemde verzoek om haar woning te kopen. Al snel ontdekken ze dat die koop te maken heeft met de overleden kleinzoon van de vrouw. Voor zijn dood was die bezig een manuscript te schrijven dat verband kan houden met het verlangen van de mysterieuze koper om haar huis te kopen…